# Congruenza fra matrici
In matematica, e più precisamente in algebra lineare, la congruenza fra matrici è una relazione di equivalenza tra matrici. Si tratta di una relazione utilizzata in particolare nello studio delle forme bilineari, come ad esempio i prodotti scalari, dal momento che, dato uno spazio vettoriale, due matrici si dicono congruenti se rappresentano la stessa forma bilineare rispetto a due basi diverse dello spazio.

## Definizione
Due matrici quadrate {\displaystyle A} e {\displaystyle B}, a valori in un campo {\displaystyle K}, sono congruenti se esiste una matrice invertibile {\displaystyle P} tale che
{\displaystyle P^{T}AP=B}
dove {\displaystyle P^{T}} è la matrice trasposta di {\displaystyle P}.

## Prodotti scalari
La relazione di congruenza è solitamente studiata fra matrici simmetriche, in quanto due prodotti scalari sono isometrici se e solo se sono rappresentati da matrici congruenti (rispetto a basi qualsiasi).
Più formalmente, se {\displaystyle \phi _{1},\phi _{2}} sono prodotti scalari e {\displaystyle B_{1},B_{2}} sono due basi qualsiasi, e {\displaystyle A_{i}} è la matrice che rappresenta {\displaystyle \phi _{i}} rispetto a {\displaystyle B_{i}} per ogni {\displaystyle i=1,2}, allora {\displaystyle \phi _{1}} e {\displaystyle \phi _{2}} sono isometrici se e solo se {\displaystyle A_{1}} e {\displaystyle A_{2}} sono congruenti.

## Teorema di Sylvester
Nel caso in cui il campo {\displaystyle K} sia il campo dei numeri reali o complessi, il teorema di Sylvester fornisce un invariante completo che caratterizza completamente le classi di equivalenza di matrici simmetriche congruenti. 
Nel caso reale, tale invariante è la segnatura, definita nel modo seguente: è una terna di numeri {\displaystyle (i_{+},i_{-},i_{0})}, indicanti rispettivamente il numero di autovalori reali positivi, negativi e nulli della matrice. Per il teorema spettrale, una matrice simmetrica è diagonalizzabile e quindi la somma {\displaystyle i_{+}+i_{-}+i_{0}}, pari al numero totale di autovalori, è pari al numero di righe della matrice.

## Congruenza per forme hermitiane
Se {\displaystyle K} è il campo dei numeri complessi, è possibile definire una nozione di congruenza lievemente differente: secondo questa definizione, due matrici sono congruenti se esiste una {\displaystyle P} invertibile con
{\displaystyle {\bar {P}}^{T}AP=B}
dove {\displaystyle {\bar {P}}^{T}} è la matrice trasposta coniugata di {\displaystyle P}. Questa definizione è utile per le matrici hermitiane: in questo contesto, due matrici hermitiane rappresentano forme hermitiane rispetto ad alcune basi, e analogamente a quanto visto prima le forme sono isometriche se e solo se le matrici sono congruenti.